# Кожай-Максимово
Кожай-Максимово (баш. Кожай-Максим) — село в Ермекеевском районе Республики Башкортостан Российской Федерации. Входит в состав  Бекетовского сельсовета.

## География

### Географическое положение
Расстояние до:
- районного центра (Ермекеево): 39 км,
- центра сельсовета (Бекетово): 14 км,
- ближайшей ж/д станции (Приютово): 5 км.

## История
В 1998 году в состав Бекетовского сельсовета передана из Михайловского сельсовета Бижбулякского района. Закон Республики Башкортостан «О передаче территории села Кожай-Максимово Михайловского
сельсовета Бижбулякского района Республики Башкортостан в состав Бекетовского сельсовета Ермекеевского района
Республики Башкортостан» гласил:

Передать территорию села Кожай-Максимово Михайловского сельсовета Бижбулякского района Республики Башкортостан в состав Бекетовского сельсовета Ермекеевского района Республики Башкортостан.

## Население
| 2002 | 2009 | 2010 |
| ---- | ---- | ---- |
| 5    | ↘4   | ↗6   |

Национальный состав
Согласно переписи 2002 года, преобладающие национальности — мордва-эрзяне (60 %), русские (40 %).

## Религия
В селе есть православная церковь Космы и Дамиана.